# ستاد السلام (إسرائيل)
استاد السَّلام (بالعبرية: אצטדיון השלום)، هو ملعب كرة القدم الرئيسيّ لمدينة أمّ الفحم. أُفتتح عام 1995م، ويُعتبر أحد أكبر الملاعب في الوسط العربي في إسرائيل، يطل عليه ثلاثة مُدرَّجات، والتي تتسع لحواليّ 5,000 مُشاهد. يوجد بجانبه ملعب آخر للتدريبات. يلعب فيهِ جميع فرق كرة القدم الفحماويّة، وهي: إتحاد أم الفحم ومكابي أم الفحم. بعيدًا عن كرة القدم فإنّ الملعب يستضيف أيضًا المهرجانات السنويّة التي تُقام في المدينة، مثل: مهرجان الأقصى في خطر، وبطله الشيخ رائد صلاح، رئيس الحركة الإسلاميّة، ويحضرهُ عشرات الآلاف من عرب 48 من مُختلف مناطق إسرائيل.